# Новиков, Василий Николаевич
Васи́лий Никола́евич Но́виков (бел. Васіль Мікалаевіч Новікаў; род. 21 ноября 1946, д. Ломачино, Оршанский район, БССР) — советский и белорусский философ, политический деятель, доктор философских наук (2004), доцент. Кандидат в президенты Республики Беларусь на выборах 1994 года.

## Биография
Василий Новиков родился 21 ноября 1946 года в деревне Ломачино Оршанского района. Был одиннадцатым ребёнком в семье железнодорожника. Работал слесарем-сборщиком на Оршанском приборостроительном заводе, служил в Советской Армии в танковых войсках, затем работал слесарем на Оршанском заводе «Легмаш» и слесарем-электриком экспериментального завода в Ленинграде. С 1969 по 1974 год учился в философском факультете Ленинградского государственного факультета.
После окончания ЛГУ работал преподавателем кафедры философии Белорусской сельскохозяйственной академии, с 1974 года — инструктором, заведующим отделом, вторым секретарём Горецкого райкома Коммунистической партии Белоруссии, в 1984—1988 годах первым секретарем Чериковского райкома Коммунистической партии Белоруссии, затем первым заместителем главы орготдела ЦК КП Белоруссии.
Депутат Верховного Совета Республики Беларусь 13-го созыва по Оршанскому сельскому избирательному округу № 38 Витебской области, был первым заместителем Председателя Верховного совета.
Женат, имеет двух дочерей.

## Дальнейшая деятельность
В 1994 году был выдвинут Белорусской партией коммунистов в кандидаты в президенты, собрал 183836 подписей. По результатам первого тура занял последнее место и набрал 4,29 % голосов
Во время конституционного кризиса 1996 года секретарь ЦК Партии коммунистов Беларуси Василий Новиков был одним из лидеров объединенной антилукашенковской оппозиции. Он неоднократно выступал в негосударственной прессе, пытаясь противостоять референдуму 24 ноября 1996 года, используя при этом довольно резкие выражения.
В 1998 году Новиков неожиданно прекращает политическую борьбу. Через какое-то время его назначают советником посольства Беларуси в Молдове. Как сообщали средства массовой информации, на дипломатическую службу Новиков отправился после того, как написал покаянное письмо Александру Лукашенко. В 2001 году написал заявление об уходе из Министерства иностранных дел. В МИДе говорят, что это заявление Новиков написал по собственному желанию.
Защитил в 1998 г. диссертацию на соискание ученой степени кандидата философских наук на тему: «Диалектика социального прогресса и перспективы человеческого развития в условиях социального выбора», в 2003 г. диссертацию на соискание ученой степени доктора философских наук на тему: «Социальный прогресс: объективная необходимость и глобальные угрозы».
После работы в посольстве с 2004 до 2008 года руководил Институтом философии НАН Беларуси. С 2009 года по 2021 год был заведующим кафедрой социально-гуманитарных дисциплин в туризме и гостеприимстве Белорусского государственного университета физической культуры.

## Награды
- Медаль «За трудовую доблесть» (1986)